# Sean Waltman
Michael Shawn Waltman (* 13. Juli 1972 in Minneapolis, Minnesota) ist ein US-amerikanischer Wrestler. Bekannt ist er vor allem unter seinen Ringnamen X-Pac, Syxx und 1-2-3 Kid. Waltman war in den Verbänden World Wrestling Entertainment, World Championship Wrestling und Total Nonstop Action Wrestling unter Vertrag und von 1993 bis 2006 erfolgreich. Seine Karriere kam jedoch im Anschluss auf Grund einer starken Drogenabhängigkeit zum Erliegen.

## Wrestling-Karriere

### Anfänge
Sean Waltman wuchs in Minneapolis als Sohn einer alleinerziehenden Mutter auf. Auf der High School war er kurzzeitig im Ringer-Team, verließ dieses jedoch, als er sich die Haare schneiden sollte. Seine Schulkarriere beendete er kurz darauf frühzeitig und hielt sich mit Gelegenheitsjobs über Wasser. Er versuchte recht früh im Wrestling Fuß zu fassen und arbeitete für verschiedene Independent-Ligen umsonst in verschiedenen Positionen.
Waltman wurde von Boris Malenko, Joe Malenko, Masami Soronaka und Karl Gotch trainiert. Sein erstes Gimmick war das des Lightning Kid. Er arbeitete unter anderem für Pro Wrestling America (PWA), New Japan Pro-Wrestling (NJPW) und Global Wrestling Federation (GWF), in denen er diverse Titel hielt. Er arbeitete häufig mit Jerry Lynn, gegen den er antrat, aber mit dem er auch Tag-Team-Matches bestritt. Am 18. November 1992 kam es zu einem folgenschweren Unfall. Sein Gegner „The Kamikaze Kid“ Bill Wilcox führte einen „Suicide Dive“ (einen Sprung aus dem Ring auf den Gegner) falsch aus und Waltmans Kopf knallte auf den Boden, was ein Blutgerinnsel verursachte, das seine junge Karriere beinahe beendete.

### World Wrestling Federation (1993–1996)
1993 verpflichtete ihn die World Wrestling Federation (WWF) nach einem Tryout-Match gegen Louie Spicolli. Waltman debütierte unter dem Gimmick Kamikaze Kid und verlor seinen ersten Kampf gegen Doink the Clown (Matt Osborne zu dieser Zeit). Anschließend wurde er The Cannonball Kid und verlor gegen Mr. Hughes. Er wurde als Underdog verkauft, der überraschend zum Star wurde, indem er zweimal gegen den etablierten WWF-Heel Razor Ramon gewann. Waltman bekam nun das Gimmick des 1-2-3 Kid und trat dort nun auch als Tag-Team-Wrestler an. Zweimal durfte er für kurze Zeit den WWF Tag Team Gürtel erringen, das erste Mal mit Marty Jannetty und das zweite Mal mit Bob Holly. Im Anschluss hatte er ein Programm mit Razor Ramon. Sein größtes Match hatte er gegen Bret Hart um die WWF Championship am 11. Juli 1994 bei WWE Raw, das ungewöhnlich lang für ein Fernsehmatch war.
Er schloss sich später dem Stable Million Dollar Corporation um Ted DiBiase an, hatte aber weniger Erfolg. Sein letztes Match für die WWE war am 20. Mai 1996 bei Monday Night Raw, wo er gegen Savio Vega verlor. Er kämpfte zu jener Zeit mit Drogenproblemen und kam in den Entzug. So verpasste er den berühmt-berüchtigten Curtain Call um The Kliq, eine informelle Gruppierung bestehend aus Kevin Nash, Scott Hall, Shawn Michaels, Triple H und ihn. Kevin Nash und Scott Hall verließen WWF in Richtung World Championship Wrestling (WCW) und an ihrem letzten Abend umarmten sich die Freunde, die vor den Kameras eigentlich Kontrahenten waren.

### World Championship Wrestling (1996–1998)
1996 wechselte Waltman gemeinsam mit seinen Freunden Scott Hall und Kevin Nash zu World Championship Wrestling (WCW), wo er wie diese im Stable New World Order auftrat. Sein neuer Ringname wurde Syxx, weil er das sechste Mitglied der Gruppierung wurde und außerdem Sechs die Summe der Zahlen 1,2 und 3 war. Er bestritt in der WCW mehrere Titelmatches, konnte aber nur einmal von Dean Malenko den WCW Cruiserweight Titel übernehmen. Außerdem war Teil des NWO Wolfpac als diese den WCW World Tag Team Champion-Titel hielten, was ihn nach der Freebird Rule am 13. Oktober 1997 den verletzten Kevin Nash vertreten ließ. An diesem Abend verloren sie die Titel gegen The Steiner Brothers (Scott Steiner und Rick Steiner). 1997 kam es auch zu einem Vorfall als Sean Waltman bei WCW Monday Nitro Ric Flairs nackten Hintern entblößte. Am gleichen Abend wurde er von WCW-Präsident Eric Bischoff gefeuert, hatte aber vergessen, das Waltman am gleichen Abend ein Match mit Diamond Dallas Page bestreiten sollte. So nahm er die Kündigung zurück.
Im Oktober 1997 erlitt Waltman eine Nackenverletzung, die er zu Hause auskurierte. Tatsächlich wurde Waltman während der Genesungszeit von WCW-Präsident Eric Bischoff via Federal-Express-Brief entlassen. Bischoff rechtfertigte dies später, das es eine mündliche Vertragsverhandlung gab, die Waltman und sein Manager platzen ließen und er sauer auf die beiden war. Gleichzeitig sollte dies eine Mahnung an Kevin Nash und Scott Hall sein.

### Rückkehr zur WWF/E (1998–2002)
Im März 1998 erschien Waltman mit dem Ringnamen X-Pac wieder bei der WWF. Der Name basiert auf einem Witz von Hulk Hogan, der ihn in der WCW immer Six-Pack nannte, in Anspielung auf seinen Ringnamen Syxx. Als er in Verhandlungen mit Vince McMahon über seinen neuen Ringnamen war, schlug er kurzerhand X-Pac vor.
In der WWF wurde er Mitglied des Stables D-Generation X, das eine wichtige Rolle im Kampf der konkurrierenden Promotionen WWF und WCW um die Einschaltquoten und die Marktführerschaft im Wrestlinggeschäft spielte. Waltmans Rückkehr zur WWF wurde von dieser als Wendepunkt einer Entwicklung verkauft, in der mehrere Stars die WWF in Richtung der angeblich finanzstärkeren WCW verlassen hatten. Neben der D-Generation X-Storyline hatte X-Pac eine längere Auseinandersetzung um den WWF European-Championship-Gürtel mit dem Wrestler D’Lo Brown, in der der Titel teilweise wöchentlich wechselte, bis ihn Waltman immerhin für fünf Monate am Stück halten durfte. Während eines Splits der D-Generation X formte er ein Tag-Team mit Kane und gewann mit diesem zwei Mal die WWF World Tag Team Championship.
Während des Zerfalls der D-Generation X schrieb man Waltman eine Storyline, in der er mit ehemaligen Mitgliedern des Stables fehdete, diese Storyline musste jedoch fallen gelassen werden, nachdem Waltman aufgrund einer missglückten Powerbomb von Chris Jericho mit einer Nackenverletzung für Monate ausfiel.
Nach seiner Rückkehr war er Teil des Invasion-Angles. Er gewann in dieser Zeit den WWF Light Heavyweight und den WCW Cruiserweight Titel und war der erste Wrestler, der diese Titel gleichzeitig innehatte, was erst durch den Kauf der WCW durch die Konkurrenz möglich geworden war. Ursprünglich sollte er eine Fehde mit Hulk Hogan haben, doch das Invasion-Angle war ein großer Flop und wurde schnell fallen gelassen.
Am 25. August 2002 wurde Waltman aus der WWE entlassen. Es gab Gerüchte, er habe sich geweigert gegen Booker T zu verlieren, der von der Promotion zum Main-Eventer aufgebaut werden sollte. Tatsächlich hatte er aber eine Verletzung nach einem misslungenen Spinebuster davongetragen und konnte deshalb das Match nicht machen. Wahrscheinlicher ist ein ungeklärter Zusammenbruch an einem Flughafen, erneute Drogenprobleme und sein Verhalten beim sogenannten „Plane Ride from Hell“, bei dem einige Wrestler im Flugzeug über die Stränge schlugen. Dies war gleichzeitig das Ende seiner WWE-Karriere.

### Total Nonstop Action Wrestling (2002–2006)
Waltman wechselte zu Total Nonstop Action Wrestling, wo er aber nur von September bis November 2002 aktiv war. Waltman erhielt zwar in der Promotion im Oktober für zwei Wochen den TNA X-Division Championship, verließ TNA jedoch kurz darauf, nachdem die Promotion den Booker Vince Russo verpflichtet hatte, gegen den Waltman seit seiner Zeit bei der WWE eine Abneigung hatte.
Nach einem kurzen Engagement bei der Wrestlingpromotionen Xtreme Pro Wrestling, die im April 2003 den Betrieb einstellte, und dem Weggang Russos kehrte Waltman im Februar 2005 zu TNA zurück. Er war dort bis Januar 2006 unter Vertrag und erschien regelmäßig in den Pay-Per-Views der Promotion, erhielt jedoch mit Ausnahme eines Gedächtnisturniers für Chris Candido keine Titel.

### Independent-Ligen

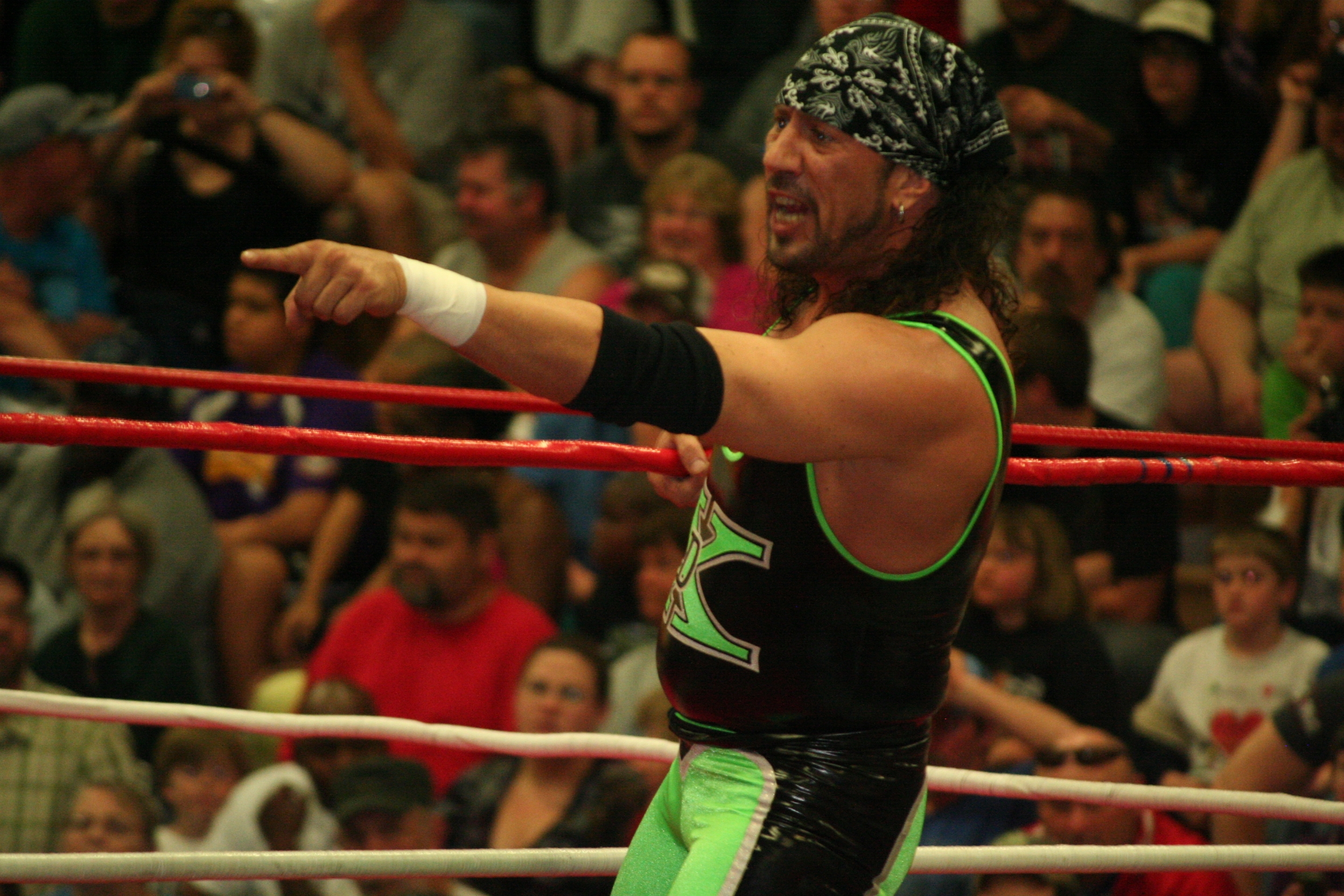
Waltman im Jahr 2012.

2006 arbeitete Waltman für die Wrestlingshow Wrestling Society X, die für den Musiksender MTV produziert wurde. Er sollte unter dem Namen 6-Pac als Star der Promotion auftreten und sicherte sich ein Championship-Match gegen Vampiro in den ersten Shows, das er jedoch verlor. Die Show wurde wegen schlechter Einschaltquoten nach lediglich zehn Sendungen eingestellt.
Im Juni 2007 begann Waltman ein Engagement bei der mexikanischen Asistencia Asesoría y Administración als X-Pac.
Waltman stand auch bei der in Irland beheimateten Promotion American Wrestling Rampage unter Vertrag und nahm im November 2009 an deren Europatour teil. So war er als aktiver Wrestler auch in einigen deutschen Städten zu sehen.

### Rückkehr zu TNA Wrestling (2010)
Durch seine Teilnahme an der Australien-Tour Hulk Hogans im Dezember desselben Jahres kam Waltman 2010 auch zu Total Nonstop Action Wrestling, da diese Hogan zusicherte, allen Teilnehmern seiner Australien-Tour Auftrittsmöglichkeiten zur TNA zu ermöglichen. Er hatte ein Pay-Per-View Match mit Scott Hall gegen Kevin Nash und Eric Young. Beim nächsten Match trat er überraschend nicht auf und wurde kurz darauf gefeuert. Hintergrund war seine Erkrankung an Hepatitis C, wodurch er keine Freigabe mehr erhielt.

### Spätere Karriere
Ab dem Bekanntwerden seiner Hepatitis C-Erkrankung wurden die Auftritte im Wrestling rarer, da die Erkrankung hoichinfektiös ist und man sich über Blutkontakt infizieren kann. Er trat dennoch für verschiedene Promotions an, meist für kurze Gastauftritte, so 2011 und 2012 für Chikara Pro Wrestling.
Seinen Frieden mit WWE machte er 2011, als er zusammen mit seinen langjährigen Freunden Triple H und Kevin Nash backstage bei der WWE-Hall-of-Fame-Zeremonie war, wo ihr gemeinsamer Freund Shawn Michaels aufgenommen wurde. Außerdem arbeitete er backstage für die Aufbau-Liga Florida Championship Wrestling. 2012 nahm er erneut an der Hall of Fame-Zeremonie teil und trat bei der 1000. Episode von WWE Raw auf. 2013 erhielt er einen WWE Legends-Vertrag. Es folgten weitere Auftritte als Gast zu diversen Anlässen.
Sean Waltman wurde 2019 als Teil von D-Generation X und 2020 als Teil der NWO in die WWE Hall of Fame aufgenommen.

## Privatleben

### Kindheit und Jugend
Sean Waltmann wuchs ohne Vater auf. Nach eigenen Angaben wurde er in Kindheit und Jugend mehrfach missbraucht und wuchs ab dem 5. Lebensjahr ohne Erziehung auf. Er brach die Schule ab, um Profiwrestler zu werden.

### Ehe
Von 1994 bis 2002 war Waltmann verheiratet. Aus der Ehe gingen zwei Kinder hervor. Bereits zu jener Zeit war Sean Waltman drogenabhängig und hatte mehrfach Entziehungskuren. Seine Exfrau nahm sich 2018 das Leben. Wie Waltman kämpfte sie lange mit ihrer Drogenabhängigkeit.

### Beziehung zu Chyna
Mitte der 2000er Jahre war Sean Waltman mit Joanie Laurer liiert, die Wrestlingfans besser als „Chyna“ bekannt ist. Sie und Waltman waren damals Teil des Stables Degeneration-X. Zu ihrer gemeinsamen WWE-Zeit war Laurer aber noch mit Triple H zusammen. Die beiden drehten zusammen die beiden Pornofilme 1 Night in China (2004) und Another Night in China, der jedoch erst 2009 veröffentlicht wurde. Zu dieser Zeit waren die beiden schon länger getrennt. Waltman gab später Chyna die Schuld an dem Film und behauptete zu jener Zeit stark drogenabhängig und leicht manipulierbar gewesen zu sein. Chynas Sichtweise stand dem diametral gegenüber. Das Paar war verlobt, trennte sich jedoch kurz nach dem erfolgreichen Pornofilm im Stile von 1 Night in Paris, der für beide recht lukrativ war und sich über 100.000 mal verkaufte. 2005 trat er in der Reality-Show The Surreal Life auf VH1 auf, wo er Chyna besuchte, um wieder mit ihr zusammenzukommen.
Während der Beziehung zu Chyna soll Sean Waltman abhängig von Methamphetamin, Kokain und Schmerzmitteln gewesen sein. Er selbst beschrieb die Beziehung zu Chyna als gewalttätig und macht sich heute noch Vorwürfe, ihr nicht geholfen zu haben, als es ihr nicht gut ging. Chyna soll ihn auch vor seinen Kindern geschlagen haben. Chyna verstarb am 20. April 2016 nach einer Drogenmischung aus Alkohol, Psychopharmaka und Schlaftabletten.

### Drogenprobleme und Rehabilitation
2008 versuchte Waltman sich in Mexiko-Stadt selbst zu töten. Nach einem Streit mit seiner damaligen Freundin, dem Wrestling-Valet Alicia Webb, nahm er einen Drogencocktail aus Alkohol und Pillen. Anschließend versuchte er sich zu erhängen. Webb fand ihn noch rechtzeitig und reanimierte ihn, bis der Krankenwagen eintraf. Im Anschluss lag er drei Tage im Koma. Die WWE bezahlte ihm mit Unterstützung von Kevin Nash eine Rehamaßnahme in der Meininger Klinik in Houston, Texas.
Waltman erkrankte in den 2000ern an Hepatitis C, die Diagnose wurde 2009 öffentlich gemacht. 2020 wurde er als geheilt erklärt, nachdem er sich einer 100.000 US-Dollar teuren Behandlung unterzogen hatte. 2017 kamen Gerüchte auf, dass er erneut drogenabhängig sei, da er am Los Angeles International Airport verhaftet wurde, weil bei ihm Methamphetamine gefunden wurden. Einen Monat später wurde die Anklage jedoch fallen gelassen. Es hatte sich nach Laboruntersuchungen gezeigt, dass es sich bei dem Fund um keine Drogen, sondern legale Medikamente gehandelt habe.
Seit 2018 ist er in einer Beziehung mit der Drehbuchautorin Angela Nissel.

## Wrestling-Erfolge
- Bad Boys of Wrestling Federation
  - BBFW Caribbean Championship (1×)[40]
- DDT Pro-Wrestling

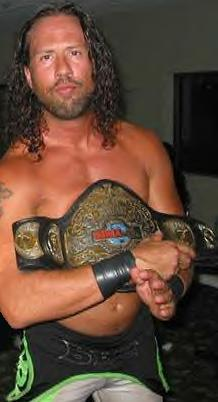
Waltman ist ein einmaliger NWA Heritage Championship.

  - Ironman Heavymetalweight Championship (1×)[41]
- Great Lakes Championship Wrestling
  - GLCW Heavyweight Championship (1×)
- Global Wrestling Federation
  - GWF Light Heavyweight Championship (2×)[42]
  - GWF Light Heavyweight Championship Tournament (1991)
- Jersey Championship Wrestling
  - JCW Tag Team Championships (1×) – mit Joey Janela
- Legends Pro Wrestling
  - LPW Hall of Fame (2011)
- Metroplex Wrestling
  - MPX Tag Team Champion (1×) – mit Jerome Daniels
- Mid-Eastern Wrestling Federation
  - MEWF Light Heavyweight Championship (1×)[43]
- NWA Pro Wrestling
  - NWA Heritage Championship (1×)
- Pro Wrestling America
  - PWA Iron Horse Television Championship (1×)
  - PWA Light Heavyweight Championship (2×)
  - PWA Tag Team Championship (1×) – mit Jerry Lynn
- Pro Wrestling Illustrated
  - Comeback of the Year (1998)[44]
  - Tag Team of the Year (1999)[45] – mit Kane
  - Platz Nr. 21 der besten 500 Einzelwrestler in den PWI 500 (1997)[46]
  - Platz Nr. 177 der besten 500 Einzelwrestler der „PWI Years“ (2003)[47]
- South Eastern Wrestling Alliance
  - SEWA Light Heavyweight Championship (1×)
- Total Nonstop Action Wrestling
  - TNA X Division Championship (1×)
  - Chris Candido Memorial Tag Team Tournament – mit Alex Shelley[48]
- World Championship Wrestling
  - WCW Cruiserweight Championship (1×)
  - WCW World Tag Team Championship (1×) – mit Kevin Nash and Scott Hall
- World Wrestling Federation/WWE
  - WWF European Championship (2×)
  - WWF Light Heavyweight Championship (2×, letzter)
  - WCW Cruiserweight Championship (1×)
  - WWF Tag Team Championship (4×) – mit Marty Jannetty (1), Bob Holly (1) und Kane (2)
  - Slammy Award (1×)
    - Biggest Heart (1994)

  - WWF World Tag Team Championship Tournament (1995) – mit Bob Holly
  - WWE Hall of Fame (2×)
    - Class of 2019 – als Mitglied von D-Generation X[49]
    - Class of 2020 – als Mitglied von New World Order[50]
- Xtreme Pro Wrestling
  - XPW Television Championship (1×)
- Wrestling Society X
  - WSX Rumble (zusammen mit Vampiro)
- Wrestling Observer Newsletter
  - Best Gimmick (1996) – nWo
  - Feud of the Year (1996) New World Order vs. World Championship Wrestling

## Filmografie
- 2004: 1 Night in China (Pornofilm)
- 2006: Another Night in China (Pornofilm)[51]
- 2019: Verotika
- 2021: Death Rider in the House of Vampires